# Iloilo City
Iloilo City (Hiligaynon: Ciudad sang Iloilo; Filipino: Lungsod ng Iloilo) ist die Hauptstadt der philippinischen Provinz Iloilo. Sie liegt an der Südküste der Insel Panay im westlichen Teil der Inselgruppe der Visayas.
Die Stadt, am gleichnamigen Fluss gelegen, hat 447.992 Einwohner (Zensus 1. August 2015) auf einer Fläche von etwa 56 km² und besteht aus den sieben Stadtbezirken Iloilo City Proper, Jaro, Molo, Mandurriao, La Paz, Lapuz und Arevalo. Politisch weiter unterteilt wird sie in zirka 180 Baranggays oder Ortsteile. Iloilo City wird häufig als das „Herz der Philippinen“ bezeichnet oder auch „Prinzessin des Südens“ genannt. Der Ballungsraum von Metro Iloilo (263.150 km²; 510.230 Einwohner) gehört zu den am dichtesten bevölkerten Großstädten der Philippinen. Iloilo City ist auch ein bedeutendes Kulturzentrum.

## Geschichte

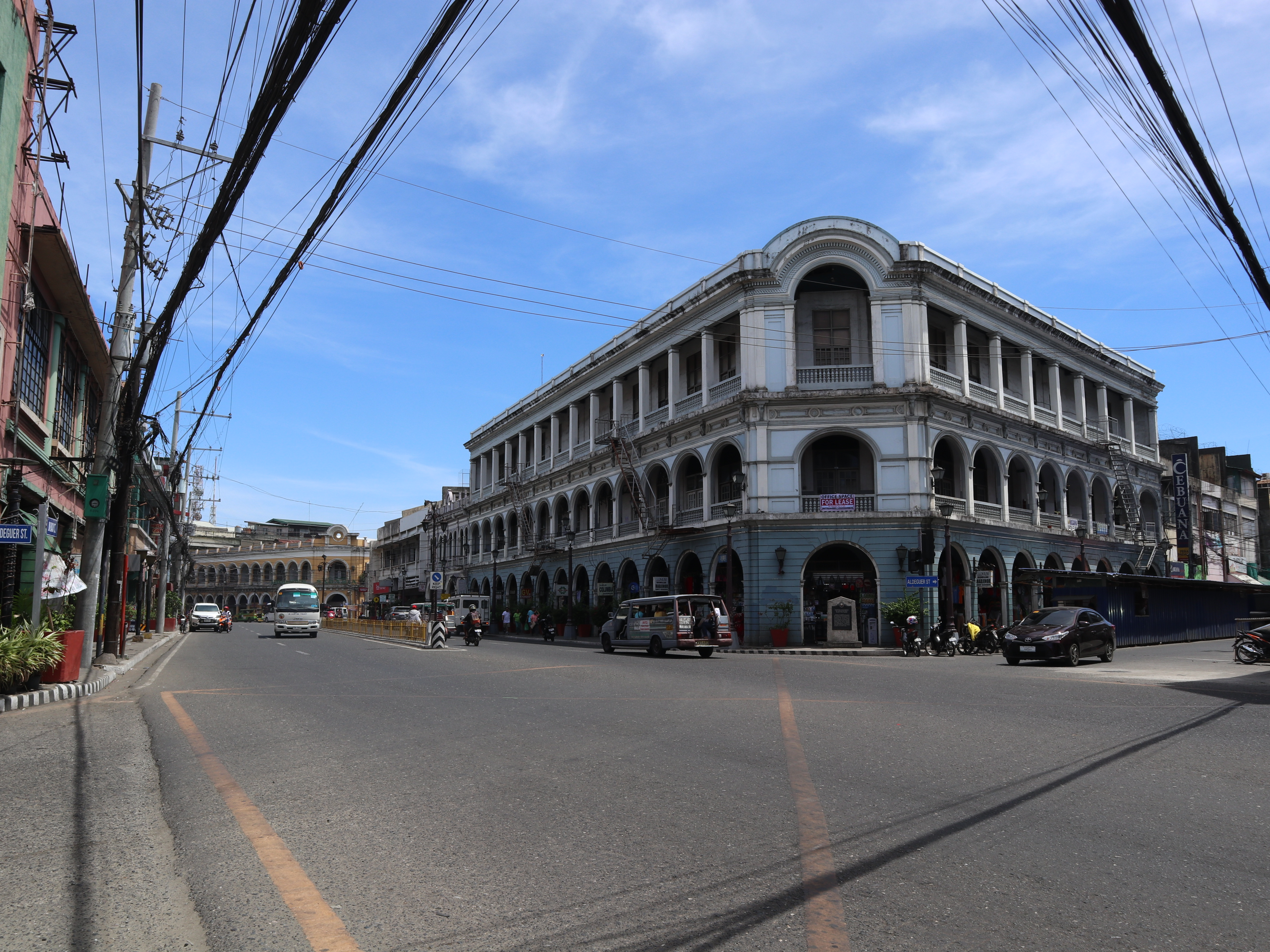
Calle Real (2024)

Im Jahre 1600 wurde die kleine Hafenstadt von den Spaniern als La Punta gegründet. Ihr heutiger Name wird von der ursprünglichen Bezeichnung der Provinz Irong-Irong, der sich aus dem Altmalaiischen als „Nasenform“ übersetzen lässt und auf die nasenförmige Landfläche der Provinz verweist, abgeleitet. Historische Funde, wie Porzellan und Schmuck aus dem Mittelalter, deuten darauf, dass hier der Handel mit China, Indien und Siam schon Jahrhunderte vor der Ankunft der Spanier stattfand.
La Punta diente als Hafenanlage der damaligen Stadt Jaro. Später siedelten sich Spanier und Chinesen hier an. Im 17. Jahrhundert wurde die Stadt von niederländischen Eroberern übernommen, bis sie später aus dem Land vertrieben wurden. Ab dem Jahr 1800 wuchsen Handel und Schiffbau in rasantem Tempo, so dass die Stadt zu einer Metropole heranwuchs, sie wurde als zweitwichtigster Hafen der Philippinen angesehen.
Am 31. März 1855 öffnete der Hafen für den internationalen Handel und es wurden landwirtschaftliche Erzeugnisse wie Zuckerrohr und Kokosnüsse sowie einheimische Textilien in alle Welt (vor allem nach Australien und Hongkong) exportiert. Der Hafen hat viele Handelsflotten aus Japan und Europa eingelockt. Daraus ergab sich, dass diplomatische Vertretungen fremder Staaten wie Großbritannien, Portugal, China und Norwegen ihre Konsulate hier eröffneten. Die Stadt war bald als „reichste Stadt des Landes“ bekannt. Emigranten und Händler aus Schottland, Irland, Indien und China zog es hierher, genau so wie wohlhabende Nachfahren von Spaniern aus Manila. Um diese Zeit erfolgte auch die Eröffnung der ersten Golfplatzanlage (1860) in Südostasien sowie der Bau der ersten Eisenbahnlinie außerhalb von Luzon. Etliche Stahlbrücken und ein gut ausgebautes Straßennetz wurden für den Transport von Gütern in der gesamten Provinz errichtet. 1893 wurde die Stadt als Municipio de Iloilo neugegründet. Der König von Spanien nannte die Stadt La Muy Leal y Noble Ciudad de Iloilo.
Nach der Philippinischen Revolution wurde Iloilo als Hauptstadt des kurzlebigen Estado Federal de las Visayas (Freier Bundesstaat der Visayas) ernannt, etwa ein Jahr vor der Proklamierung der Ersten Philippinischen Republik.
1933 wurde Asiens älteste private Fluggesellschaft, die Iloilo-Negros Air Express Co., sowie die erste philippinisch-betriebene Reederei Negros Navigation von der Lopez Familie eingerichtet, knapp sechzehn Jahre vor der Gründung des kommerziellen Philippine Airlines. Am 25. August 1937 wurde die Großstadt durch die Zusammenlegung der zwei Nachbarstädte Jaro und Iloilo sowie deren umgebenden Stadtgemeinden von Molo, Mandurriao, La Paz und Arevalo zu einer Metropole, offiziell als Iloilo City entstanden. Als japanische Besatzungstruppen im Zweiten Weltkrieg die Stadt übernahmen, wurden viele historische Denkmäler sowie die damals gutausgebaute Infrastruktur zerstört. Nach dem Zweiten Weltkrieg verlor die Stadt an wirtschaftlicher und industrieller Bedeutung, und die Hafenanlage wurde nur noch als lokaler Transporthafen benutzt. Erst in den 1990er Jahren zeichnete sich in der Stadt ein erneuter Aufschwung ab.

## Kultur
Hiligaynon, oder besser als Ilonggo bekannt, ist die häufigst gesprochene Sprache. Kinaray-a, Tagalog, Mandarin und Englisch werden auch weitgehend verstanden.
Jährlich wird am 18. Januar der Dr. Graciano Lopez Jaena Day und am Ende des Monats das Dinagyang Festival in der Stadt gefeiert. Am 2. Februar feiert man in Jaro das Fest der Nuestra Señora de la Candelaria. Das Paraw Regatta Festival folgt Ende Februar in Arevalo. Hier werden einheimische Segelboote kunstvoll bemalt und bis nach Guimaras gesegelt.
Die Stadtbevölkerung besteht hauptsächlich aus Ilonggos und Migranten aus den gesamten westlichen Visayas sowie aus Nachkommen von Wanderarbeitern aus Luzon und Mindanao. In der Stadt leben mehrere Nachfahren spanischer Mestizen, Philippinische Chinesen, Inder und westliche Rentner.
Besondere Sehenswürdigkeiten der Stadt sind die spanischen Kolonialbauten aus Korallen- und Marmorsteinen sowie die alten Kirchen aus der Barockzeit in Molo, La Paz und Jaro. Der Arroyo-Brunnen vor dem Provinzkapitol und der Glockenturm von Jaro Plaza sind bedeutende Wahrzeichen der Stadt. Bedeutende Baudenkmäler sind auch das mehrere hundert Jahre alte Fort San Pedro, die Plaza Libertad und das Museo Iloilo. Der Bulabog-Putian-Nationalpark liegt ca. 40 km nördlich der Stadt.

## Wirtschaft und Infrastruktur

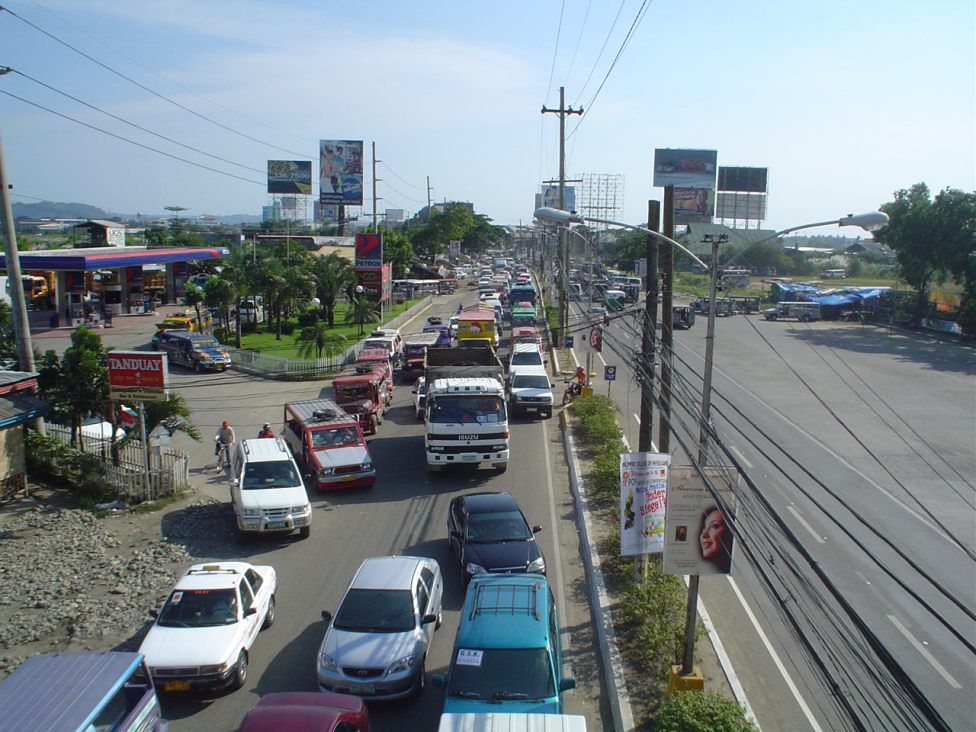
Iloilo Rush Hour (Juni 2006)

Der Ballungsraum von Iloilo City gilt als wirtschaftliches Zentrum von ganz Panay. Hier befinden sich ein Großteil der regionalen Regierungsbehörden sowie der Hauptsitz etlicher Firmen, Industriebetriebe, Büros, Konzerne und Banken. Als Hauptstraßen gelten die General Luna St., Iznart St. und J.M. Basa St.(Calle Real) im Stadtkern sowie M.H. del Pilar St. in Molo und der Lopez Jaena St. in La Paz und Jaro. Die alte Hafenanlage der Stadt gilt bis heute noch als bedeutender Ein- und Ausgangspunkt landwirtschaftlicher Erzeugnisse (Reis, Zucker, Kokosnuss, Mango und Fisch) aus Panay, Guimaras und Negros nach Luzon und Cebu. Der neugebaute Iloilo International Airport verbindet die Region mit nationalen und internationalen Zielen.
Im Jahr 1995 plante man eine wirtschaftliche Stadterweiterung mit den umgebenden Stadtgemeinden Leganes, Oton, Pavia, San Miguel und der Insel Guimaras, die als „Metro Iloilo-Guimaras“ bekannt wurde. Geplant wurden eine moderne Brücke für die benachbarte Insel Guimaras, die Modernisierung des alten Handelshafens für den internationalen Schiffsverkehr und neue industrielle Zentren außerhalb des Stadtkerns. Zu dem Plan gehörte auch die Wiederbelebung der alten Eisenbahnlinie, die Iloilo mit Passi City und Roxas City verbinden soll. Auch ein Autobahnausbau wird zurzeit geplant.
Viele Industrieanlagen befinden sich in Jaro. Neue kommerzielle Zentren existieren auch weitgehend in Mandurriao. Besonders erwähnenswert ist die Benigno Aquino Ave. (diversion road), wo sich viele neue Geschäfte angesiedelt haben. Besonders bekannt ist der Smallville Business Complex und Iloilo Esplanade. Im Juni 2007 wurde der neuerbaute New Iloilo International Airport außerhalb der Stadt eröffnet sowie die alte Hafenanlage rekonstruktiert und modernisiert. Die Infrastruktur, vor allem die Stadtbrücken und das Straßennetz, wurden stark verbessert. Es verfügt Hotels und Resorts für den zunehmenden Tourismus in der Stadt.

### Wirtschaftsverbände
- Iloilo Business Club
- Filipino-Chinese Chamber of Commerce of Iloilo, Inc.
- Rotary Club of Iloilo, Inc.
- Iloilo Integrated Lions Club, Inc.
- Zonta Club Iloilo, Inc.
- Metro Iloilo-Guimaras Economic Development Council
- Brotherhood of Christian Businessmen and Professionals (BCBP) - Iloilo

### Ausstellungs/Veranstaltungsorte

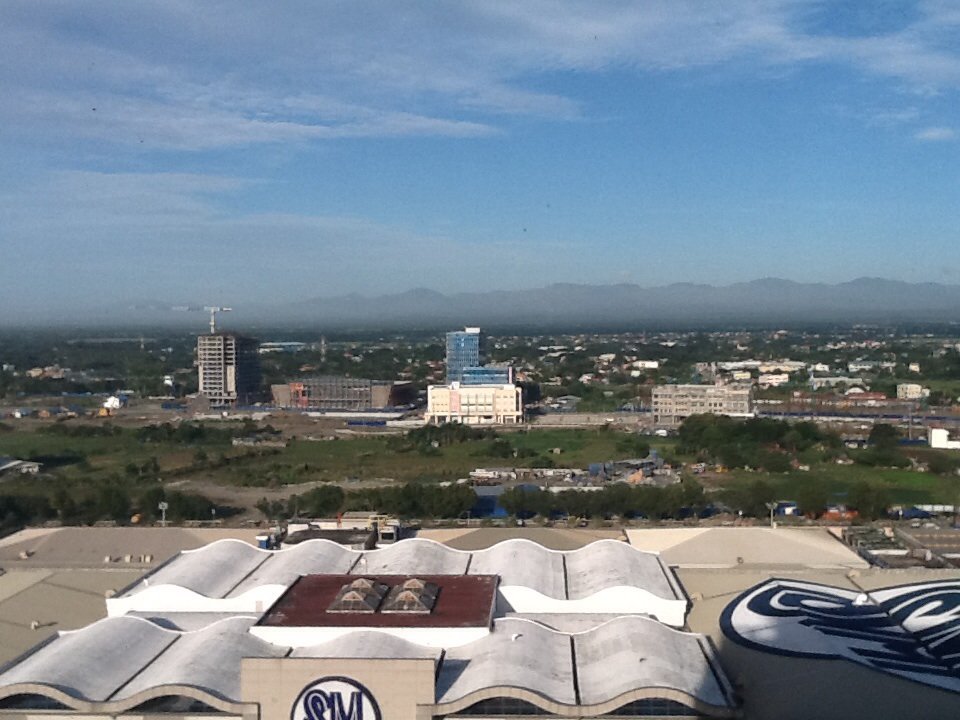
Iloilo Convention Center (ICC), im Bau (zweites Gebäude von links)

- Iloilo International Convention Center
- Iloilo Freedom Grandstand
- Iloilo Sports Complex
- Museo Iloilo
- Iloilo Provincial Capitol Amphitheater
- Sarabia Manor Hotel & Convention Center
- CPU Rose Memorial Auditorium
- UPV Auditorium
- USA Auditorium
- USA Gymnasium

### Öffentliche Einrichtungen
Stromversorgung:
- Panay Electric Co.

Wasserversorgung:
- Metro Iloilo Water District

Stadtreinigung:
- J.S. Layson & Co., Inc.

Einkaufszentren:
- SM City Iloilo
- Robinsons Place Iloilo
- Gaisano City Iloilo
- Gaisano Guanco
- The Atrium
- Marymart Mall
- Amigo Plaza
- Plazuela de Iloilo
- Jaro Town Square
- SM Delgado
- SM Jaro

### Medien
Regionale Zeitungen:
- Panay News - The Biggest Daily in the Visayas
- The News Today
- Hublas - The Biggest Hiligaynon Daily in the Country
- Sun.Star Iloilo
- The Daily Guardian
- The No.1 Daily Informer
- Visayan Headlines

Zeitschriften/Magazine:
- Hiligaynon
- Yuhum
- CREAM

Rundfunksender:
- Bombo Radyo Philippines
- Aksyon Radyo
- RMN Iloilo
- M.O.R. (My Only Radio) for life!
- Star FM
- Campus Radio

## Gliederung
Iloilo City besteht aus sieben Stadtbezirken:
- Iloilo City Proper
- Jaro
- Molo
- La Paz
- Lapuz
- Mandurriao
- Arevalo

## Bildung
Iloilo City ist das regionale Zentrum für Ausbildung und Forschung im westlichen Teil der Visayas. Die Stadt ist auch für ihr relativ hohes Bildungsniveau landesweit als intellektuelles Zentrum bekannt. Inzwischen besitzt sie 30 private Grund- und Hochschulen sowie sieben Universitäten (2 staatlich, 5 privat).

### Universitäten
- University of the Philippines in the Visayas - Iloilo City Campus
- West Visayas State University
- Central Philippine University
- University of San Agustin
- St. Paul’s University
- University of Iloilo
- John B. Lacson Foundation Maritime University (Molo, Arevalo), Inc.

### Fach/Kunsthochschulen
- Western Visayas College of Science and Technology
- Iloilo Doctors College
- De Paul College
- Ateneo de Iloilo
- Colegio del Sagrado Corazon de Jesus
- Western Institute of Technology
- West Visayas College of Aeronautics
- St. Therese-MTC Colleges
- STI – Iloilo
- AMA Computer College - Iloilo
- St. Anne College of Iloilo
- Cabalum Western College
- Yamaha School of Music

## Partnerstädte
- Bilbao, Spanien
- Dededo, Guam
- Honolulu, Hawaii, USA
- Phnom Penh, Kambodscha
- Qingdao, Shandong, Volksrepublik China
- Stockton, Kalifornien, USA
- Yulin, Guangxi, China
- Bacolod, Philippinen
- Cagayan de Oro, Philippinen
- Makati, Philippinen
- Quezon City, Philippinen

## Söhne und Töchter der Stadt
- Francisco Villanueva (1867–1923), Politiker
- Sofia de Veyra (1876–1953), Frauenrechtlerin, Lehrerin und Schulgründerin
- Manuel Araneta (1926–2003), Basketballspieler
- Rafael Hechanova (1928–2021), Basketballspieler
- Eddie Lim (1930–2002), Basketballspieler
- Tortillano Tumasis (* 1934), Ringer
- Antonio Senosa (* 1935), Ringer
- Kurt Bachmann (1936–2014), Basketballspieler
- Eliseo Salugta (* 1941), Ringer
- Rogelio Famatid (* 1943), Ringer
- Richard Steele (* 2004), Fußballspieler